# Цыпин, Жорж
Жорж Цыпин (Георгий Самуилович Цыпин, фр. Georges Samuel Tzipine; 22 июня 1907 — 8 декабря 1987) — французский дирижёр, выходец из России.
Окончил Парижскую консерваторию как скрипач (1926), но затем решил продолжить своё образование как дирижёр и учился там же у Рейнальдо Ана. С середины 1920-х гг. работал музыкальным директором кинохроники на киностудии Gaumont, сочиняя фоновую музыку для различных новостных сюжетов; писал также музыку к художественным фильмам.
Цыпин полностью посвятил себя дирижированию начиная с 1941 г. Своё кредо он сформулировал так:

Я предпочитаю молодых, которым есть что сказать, и как бы глубоко я ни восхищался великими мастерами прошлого, я считаю своим долгом делать известными произведения наших дней.

Наиболее тесное творческое содружество связывало Цыпина с Артюром Онеггером. Цыпин, в частности, осуществил первые записи оратории «Крик мира», драматической легенды «Николай из Флю», «Рождественской кантаты». Среди других произведений, впервые записанных Цыпиным, — «Псалом 47» Флорана Шмита, Первая кубинская сюита Алехандро Гарсии Катурлы, Третья и Пятая симфонии Жана Ривье, сочинения Альбера Русселя, Жоржа Орика, Дариуса Мийо, Франсиса Пуленка. Он также дирижировал первыми исполнениями балета Жака Ибера «Странствующий рыцарь», Концерта для трубы с оркестром Рут Джипс, Второй симфонии Рене Шаллана и др. Цыпин сотрудничал с «Русским балетом Монте-Карло» и балетной труппой Ролана Пети, часто выступал и записывался с Самсоном Франсуа как солистом. В 1960—1965 гг. он возглавлял Мельбурнский симфонический оркестр.
Как скрипач записал также несколько патефонных пластинок еврейской народной музыки на 78 оборотах (в том числе фрейлехс и песни на идише). В 1930 году вместе с баритоном Жаком Барзилаем и своим братом, виолончелистом и режиссёром Жозефом Цыпиным (1904—?) участвовал в подготовке серии этнографических записей еврейской музыки для парижского радио, писал музыку для постановок своего брата.
Похоронен на еврейском участке кладбища в Нёйи-сюр-Сен.